# Verbice
Verbice (horvátul: Vrbica) falu Horvátországban, Eszék-Baranya megyében. Közigazgatásilag Szemelcéhez tartozik.

## Fekvése
Eszéktől légvonalban 29, közúton 35 km-re délre, Diakovártól légvonalban 11, közúton 18 km-re keletre, községközpontjától 6 km-re délre, Szlavónia középső részén, a Diakovári síkon, Kese és Stari Mikanovci között fekszik.

## Története
A települést 1330-ban „Verbice” néven említik először. 1380-ban a Garai és Bothos családok birtoka volt. 1379-ben a ferencesek kolostort alapítottak itt, melyet 1532-ben a Kőszeg alól visszavonuló török sereg lerombolt. A török 1536-ban szállta meg ezt a területet. A török uralom idején a diakovári szpáhilukhoz tartozott, utolsó török ura egy Ali nevű pasa volt. A törökök megengedték, hogy 1640-ben Szűz Mária tiszteletére katolikus plébániát alapítsanak a településen, melyhez a környék számos falva tartozott. Ennek ellenére lakosságának többsége elhagyta a települést. A török kiűzése után 1702-ben a faluban 21 lakott ház maradt. A falu a diakovári püspökség birtoka lett. Lakói odaadásukért és hűségükért Ogramić püspöktől különféle kiváltságokat, adómentességet kaptak. A kedvező letelepedési feltételeknek köszönhetően gyorsan fejlődött, 1758-ban már 40 ház állt a településen és még ebben az évben Észak-Boszniából 10 újabb horvát családot telepített be a püspök. 1793-ban Krtica püspök új plébániatemplom és plébániaház építésébe kezdett, mivel fából épített korábbi épületeik rossz állapotban voltak.
Az első katonai felmérés térképén „Verbicza” néven található. Lipszky János 1808-ban Budán kiadott repertóriumában „Verbicza” néven szerepel. Nagy Lajos 1829-ben kiadott művében „Verbicza” néven 89 házzal, 532 katolikus vallású lakossal találjuk. A 19. század második felében 1860-tól Bácskából német családok települtek be.
A településnek 1857-ben 491, 1910-ben 841 lakosa volt. Verőce vármegye Diakovári járásának része volt. Az 1910-es népszámlálás adatai szerint lakosságának 93%-a horvát, 5%-a német, 2%-a szerb anyanyelvű volt. Az első világháború után 1918-ban az új szerb-horvát-szlovén állam, majd később (1929-ben) Jugoszlávia része lett. A partizánok 1944-ben elüldözték a német lakosságot, a helyükre a háború után az ország különböző részeiről érkezett horvátok települtek. 1991-től a független Horvátországhoz tartozik. 1991-ben lakosságának 98%-a horvát nemzetiségű volt. 2011-ben a falunak 730 lakosa volt.

## Lakossága
| Lakosság változása | Lakosság változása | Lakosság változása | Lakosság változása | Lakosság változása | Lakosság változása | Lakosság változása | Lakosság változása | Lakosság változása | Lakosság változása | Lakosság változása | Lakosság változása | Lakosság változása | Lakosság változása | Lakosság változása | Lakosság változása |
| ------------------ | ------------------ | ------------------ | ------------------ | ------------------ | ------------------ | ------------------ | ------------------ | ------------------ | ------------------ | ------------------ | ------------------ | ------------------ | ------------------ | ------------------ | ------------------ |
| 1857               | 1869               | 1880               | 1890               | 1900               | 1910               | 1921               | 1931               | 1948               | 1953               | 1961               | 1971               | 1981               | 1991               | 2001               | 2011               |
| 491                | 639                | 586                | 745                | 798                | 841                | 827                | 895                | 803                | 811                | 860                | 930                | 763                | 763                | 797                | 730                |

## Gazdaság
A helyi gazdaság alapja a mezőgazdaság, a gyümölcs- és szőlőtermesztés.

## Nevezetességei
Sarlós Boldogasszony tiszteletére szentelt római katolikus plébániatemploma a plébániaházzal együtt 1793-ban épült. 1924-ben mindkét épületet megújították. Az egykor nagy területű plébániához ma mindössze két falu, Verbica a Mrzović tartozik.

## Kultúra
KUD „Vinčac” kulturális és művészeti egyesület.

## Oktatás
A településen a szemelcei „Josip Kozarac” elemi iskola alsó tagozatos területi iskolája működik.

## Sport
- NK „Radnik” Vrbica labdarúgóklub.
- ŠRU „Oaza” sporthorgász egyesület.

## Egyesületek
- „Neovisnost” humanitárius egyesület.
- LU „Orao” vadásztársaság.